# Arnold Hardy

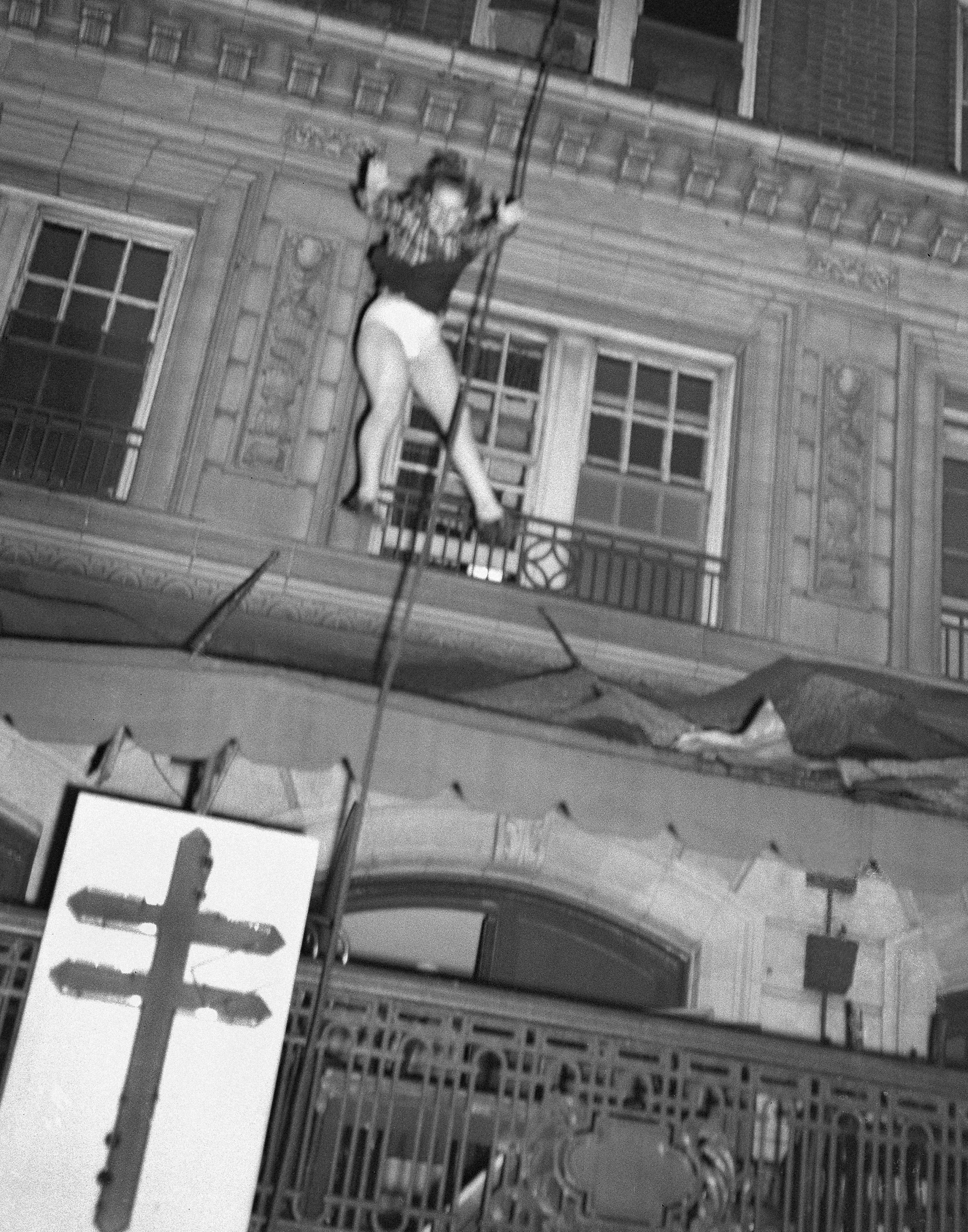
Hardyho fotografie oceněná Pulitzerovou cenou

Arnold Hardy (2. února 1922 – 5. prosince 2007) byl první amatérský fotograf, který vyhrál Pulitzerovu cenu za fotografii v roce 1947.

## Životopis
Jeho oceněná fotografie ženy z roku 1947, která se 7. prosince 1946 vrhla z okna hořícího hotelu Winecoff v Atlantě ve státě Georgia, se stala určujícím obrazem požáru, při kterém zemřelo 119 lidí. V té době bylo Hardymu 24 let a byl postgraduálním studentem na Georgijském technickém institutu. Vracel se domů pozdě z tanečních, když zaslechl požární sirény. U hasičů mu bylo řečeno, že hoří v hotelu Winecoff. Když dorazil na místo, měl filmpack a jen pět bleskových žárovek. Hardy vzpomínal, že hasičům nabízel pomoc, ale oni to odmítli. Začal fotografovat, i když ve tmě bylo technicky velmi komplikované nastavit kameru. Po vyvolání filmu Hardy prodal tři fotografie Associated Press za 300 dolarů. Podle některých zdrojů žena zemřela na místě. Jiní ji však označují za 41letou Daisy McCumberovou, která přežila, ale utrpěla mnohočetné zlomeniny a amputovali jí nohu. Daisy McCumberová zemřela v roce 1992.
Kromě Pulitzerovy ceny získal Hardy v roce 1947 dalších pět prestižních fotografických cen. Později odmítl práci u Associated Press a místo toho zahájil podnikání v oblasti rentgenových zařízení. Podle jeho syna byl Hardy hrdý na to, že po zveřejnění jeho snímku došlo k významnému zvýšení standardů požární bezpečnosti po celé zemi. V rozhovoru z roku 2000 uvedl, že jediné fotografie, které od té doby pořídil, byly fotografie rodiny a dovolených.
Arnold Hardy zemřel v roce 2007 ve věku 85 let v Emory University Hospital v Atlantě na komplikace po operaci kyčle.